# Ферендија (Тимиш)
Ферендија (рум. Ferendia) насеље је у Румунији у округу Тимиш у општини Велики Жам. Oпштина се налази на надморској висини од 119 m.

## Прошлост
По "Румунској енциклопедији" место се помиње у турском времену окупације Баната. Ту је 1717. године пописано 30 влашких кућа. Један од власника места био је 1880. године Ладислав Марковић, затим гроф Зичи (1885).
Аустријски царски ревизор Ерлер је 1774. године констатовао да место припада Жамском округу, Вршачког дистрикта. Становништво је било претежно влашко.

## Становништво
Према подацима из 2002. године у насељу је живело 510 становника.

### Попис2002.
| Расподела становништва по националности 2002.‍ | Расподела становништва по националности 2002.‍ | Расподела становништва по националности 2002.‍ | Расподела становништва по националности 2002.‍ | Расподела становништва по националности 2002.‍ |
| --------------------------------------------- | --------------------------------------------- | --------------------------------------------- | --------------------------------------------- | --------------------------------------------- |
|                                               |                                               |                                               |                                               |                                               |
| Румуни                                        | Румуни                                        |                                               | 479                                           | 95,0%                                         |
| Мађари                                        | Мађари                                        |                                               | 25                                            | 5,0%                                          |